# Walid Raad
Walid Raad (Ra'ad) (Chbanieh, Líbano; 1967) es un artista multimedia libanés. Sus trabajos incluyen video, fotografía y ensayos literarios y tratan sobre la historia contemporánea del Líbano, con especial énfasis en las guerras en el Líbano entre 1975 y 1991. Creó un colectivo de ficción llamado El Grupo Atlas para abordar esta temática. 

## Biografía
Nació en Chbanieh, Líbano y estudió un Grado en Bellas Artes en el Instituto de Tecnología de Rochester terminando en 1989, completó sus estudios con un máster en 1993 y alcanzó el Doctorado en Estudios Culturales y Visuales por la Universidad de Rochester en 1996. Vive y trabaja en Nueva York siendo profesor asociado en la Escuela de Arte Cooper Union. También es miembro de la Fundación de la Imagen árabe.
Sus obras se han exhibido, entre otros, en la documenta 11 en Kassel, en la Bienal de Venecia, en la Bienal del Whitney en Nueva York, en el Festival Ayloul de Beirut o en el Festival de la Escena Contemporánea de Madrid.
En 1999 fundó el Grupo Atlas con el objetivo de investigar y documentar la historia contemporánea del Líbano mediante instalaciones, vídeos y fotografías que en muchos casos están manipuladas. El Grupo de Altas se presenta principalmente a través de conferencias, películas, exposiciones de fotografía, videos, y una amplia variedad de documentos. En 2009, en el marco de PhotoEspaña, realizó una instalación en el Museo de Arte Reina Sofía que recogía una amplia muestra de documentos del archivo del grupo centrados en los conflictos que tuvieron lugar entre los años 1975 y 1991.
Ha recibido numerosos premios entre los que se encuentran: el Premio Hasselblad en 2011, el Premio de Artes Visuales de la Fundación Herb Alpert en 2007, el Premio Deutsche Börse de Fotografía en 2007, en los Encuentros fotográficos de Arlés de 2006, el Premio Camera Austria en 2005 o el Primer premio del Festival Oeiras de Cine y Video en Oeiras, cerca de Lisboa, Portugal, en 2002.